# Acrobasis nuxvorella
Acrobasis nuxvorella là một loài bướm đêm thuộc họ Pyralidae. Loài này có ở miền đông New Mexico, Texas, Oklahoma, Louisiana, Missouri, miền nam Illinois, Mississippi, Alabama, Florida, Georgia, South Carolina, North Carolina.
Ấu trùng ăn Carya illinoensis. 

## Hình ảnh

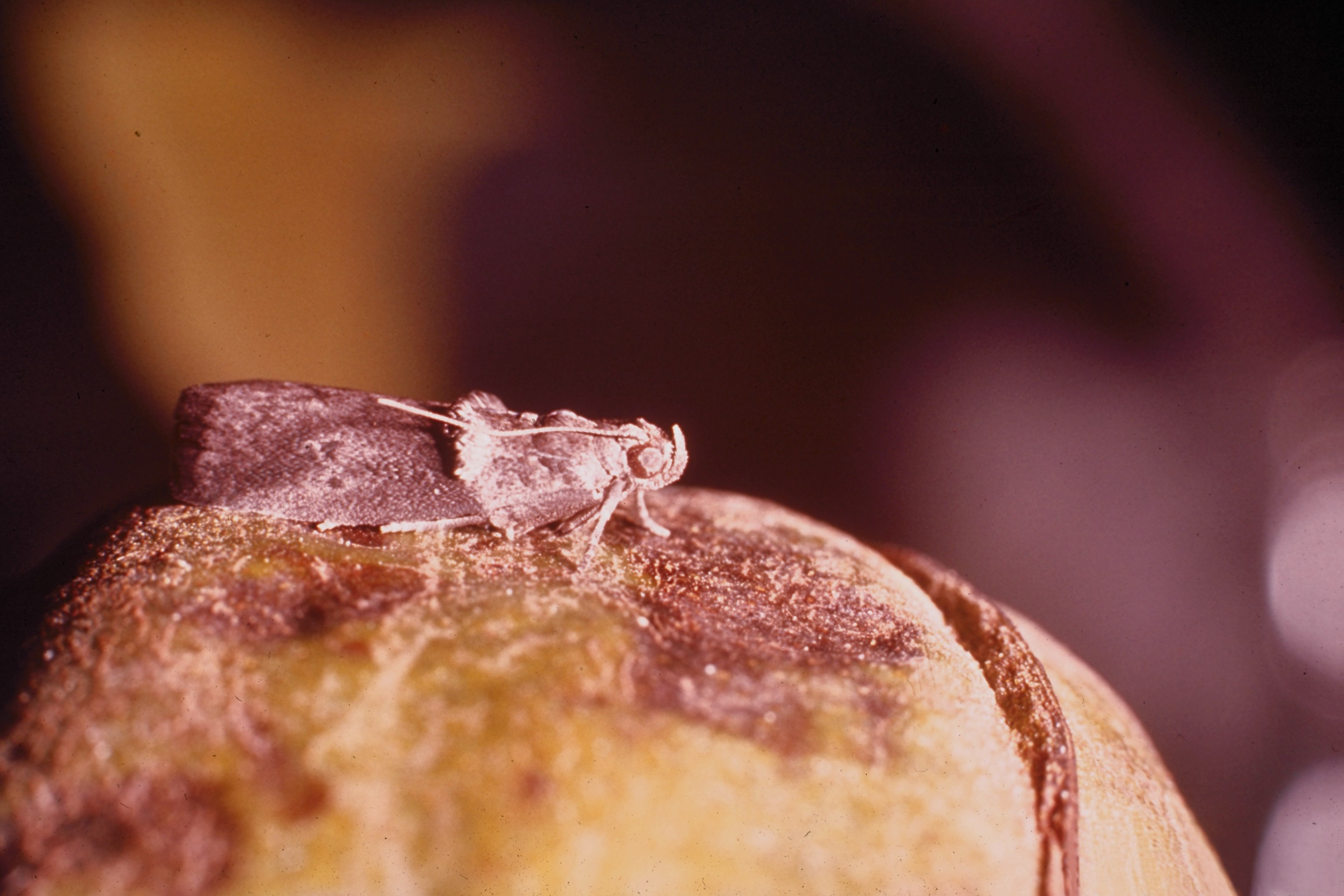